# Podkład (kosmetyk)

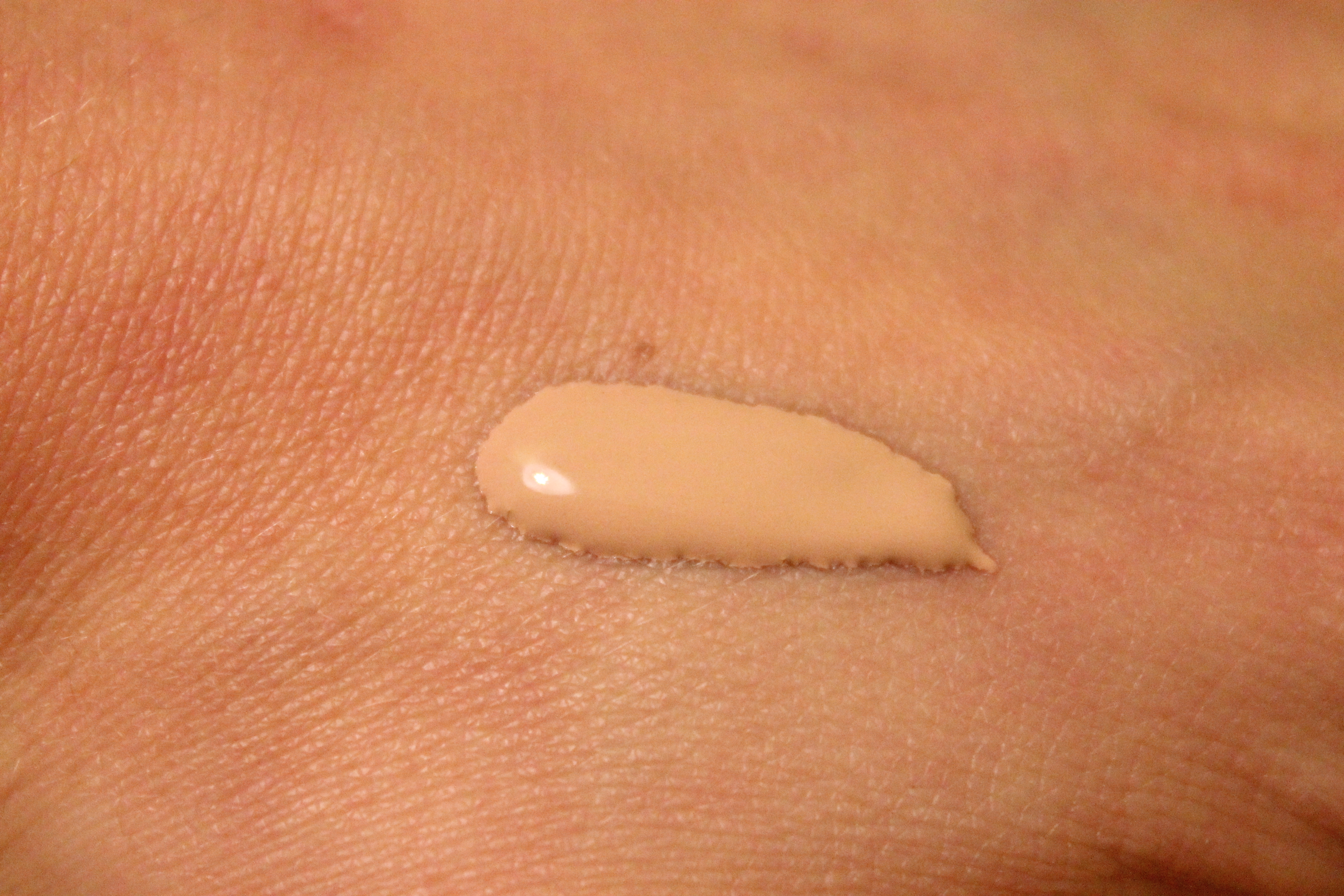
Podkład

Podkład – kolorowy kosmetyk służący do pokrywania nierówności i przebarwień skóry. Odcień podkładu powinien być dopasowany do karnacji. Ze względu na kolor skóry, odcienie podkładu można podzielić na następujące tonacje:
- ciepłą - przeznaczona dla skóry o odcieniu: złocistym, miodowym, brzoskwiniowym. Przewaga żółtego pigment[1].
- chłodną -  przeznaczona dla skóry o odcieniu: różowym, mlecznym. Przewaga różowego pigmentu.
- neutralną - przeznaczona dla skóry o odcieniu beżowym. Nie dominują żadne pigmenty[2].

Nakłada się go palcami, różnego rodzaju pędzlami do makijażu lub gąbeczkami (sylikonowymi, lateksowymi, bezlateksowymi), aby ułatwić ten proces można skorzystać z bazy pod makijaż, która wygładza skórę. Podkład może mieć właściwości matujące, rozświetlające, liftingujące lub nawilżające. Przy prawidłowym doborze podkładu ważne jest, aby rozpoznać rodzaj swojej skóry, bo tylko w ten sposób zostanie osiągnięty pożądany efekt. Z uwagi na ogromną ilość różnych podkładów producentów kosmetyków, regularnie są przygotowywane rankingi najlepszych podkładów dostępnych na rynku kosmetycznym, które pozwalają potencjalnym użytkownikom zapoznać się z produktem, zanim zostanie przez nich zakupiony.
Pierwszy podkład Pan-Cake w latach 30. stworzył Max Factor.

## Rodzaje
- podkład w płynie
- podkład w kremie
- podkład w sztyfcie
- podkład w kompakcie
- podkład w musie
- podkład do aerografu
- podkład mineralny[6]